# Johannes Gieße
Johannes Gieße (* 26. Dezember 1814 in Carlshafen (heute Bad Karlshafen); † 20. September 1881 ebenda) war ein deutscher Kommunalpolitiker und Abgeordneter der kurhessischen Ständeversammlung.

## Leben
Johannes Gieße war der Sohn des Tuchmachers Conrad Gieße und dessen Gemahlin Christiana Fiege. In seinem Heimatort war er Stadtkämmerer, wurde 1850 für die Dauer von fünf Jahren zum Bürgermeister gewählt und blieb nach Wiederwahlen bis zu seinem Tode in diesem Amt. Von 1853 bis 1854 war er Mitglied der Zweiten Kammer der Kurhessischen Ständeversammlung, die von 1831 bis zur Annexion Hessens durch Preußen im Jahre 1866 bestand. Wegen seiner gesundheitlichen Probleme legte er am 10. September 1881, zehn Tage vor seinem Tode, sein Mandat nieder.